# История компьютерных вирусов

## Первые самовоспроизводящиеся программы
Основы теории самовоспроизводящихся механизмов заложил американец венгерского происхождения Джон фон Нейман, который в 1951 году предложил метод создания таких механизмов. Первой публикацией, посвящённой созданию самовоспроизводящихся систем, является статья Л. С. Пенроуз в соавторстве со своим отцом, нобелевским лауреатом по физике Р. Пенроузом, о самовоспроизводящихся механических структурах, опубликованная в 1957 году американским журналом Nature. В этой статье, наряду с примерами чисто механических конструкций, была приведена некая двумерная модель подобных структур, способных к активации, захвату и освобождению. По материалам этой статьи Ф. Ж. Шталь (F. G. Stahl) запрограммировал на машинном языке ЭВМ IBM 650 биокибернетическую модель, в которой существа двигались, питаясь ненулевыми словами. При поедании некоторого числа символов существо размножалось, причём дочерние механизмы могли мутировать. Если кибернетическое существо двигалось определённое время без питания, оно погибало.
В 1961 году В. А. Высотский, Дуглас Макилрой и Роберт Моррис из фирмы Bell Labs (США) изобрели необычную игру «Дарвин», в которой несколько ассемблерных программ, названных «организмами», загружались в память компьютера. Организмы, созданные одним игроком (то есть принадлежащие к одному виду), должны были уничтожать представителей другого вида и захватывать жизненное пространство. Победителем считался тот игрок, чьи организмы захватывали всю память или набирали наибольшее количество очков.
В феврале 1980 года студент Дортмундского университета Юрген Краус подготовил дипломную работу по теме «Самовоспроизводящиеся программы», в которой помимо теории приводились так же и листинги строго самовоспроизводящихся программ (которые вирусами на самом деле не являются) для компьютера Siemens.

## Первые вирусы
Появление первых компьютерных вирусов зачастую ошибочно относят к 1970-м и даже 1960-м годам. Обычно упоминаются как «вирусы» такие программы, как ANIMAL, Creeper, Cookie Monster и Xerox worm.

### ELK CLONER
В 1981 году Ричард Скрента написал один из первых загрузочных вирусов для ПЭВМ Apple II — ELK CLONER. Он обнаруживал своё присутствие сообщением, содержащим небольшое стихотворение:
```
  ELK CLONER:
  THE PROGRAM WITH A PERSONALITY
  IT WILL GET ON ALL YOUR DISKS
  IT WILL INFILTRATE YOUR CHIPS
  YES, IT'S CLONER
  IT WILL STICK TO YOU LIKE GLUE
  IT WILL MODIFY RAM, TOO
  SEND IN THE CLONER!

```

### Джо Деллинджер
Другие вирусы для Apple II были созданы студентом Техасского университета A&M Джо Деллинджером в 1981 году. Они были рассчитаны на операционную систему Apple DOS 3.3 для этой ПЭВМ. Вторая версия этого вируса «ускользнула» от автора и начала распространяться по университету. Ошибка в вирусе вызывала подавление графики популярной игры под названием CONGO, и в течение нескольких недель все («пиратские») копии этой игры перестали работать. Для исправления ситуации автор запустил новый, исправленный вирус, предназначенный для «замещения» предыдущей версии. Обнаружить вирус можно было по наличию в памяти счётчика заражений: «(GEN 0000000 TAMU)», по смещению $B6E8, или в конце нулевого сектора заражённого диска.

### Статья Фреда Коэна
В сентябре 1984 года была опубликована статья Ф. Коэна, в которой автор исследовал разновидность файлового вируса. Это первое академическое исследование проблемы вирусов. Термин «вирус» был предложен научным руководителем Коэна Леном Эдлманом, однако именно Коэна принято считать автором термина «компьютерный вирус».

### Грязная дюжина
В 1985 году Том Нефф (англ. Tom Neff) начал распространять по различным BBS список «Грязная дюжина — список опасных загружаемых программ» (англ. The Dirty Dozen — An Unloaded Program Alert List), в котором были перечислены известные на тот момент программы-вандалы. В дальнейшем этот список, включающий большинство выявленных троянских программ и «взломанные» или переименованные копии коммерческого программного обеспечения для MS-DOS, стал широко известен под кратким названием «грязная дюжина» (англ. dirty dozen).

### Первые антивирусы
Первые антивирусные утилиты появились зимой 1984 года. Энди Хопкинс (англ. Andy Hopkins) написал программы CHK4BOMB и BOMBSQAD. CHK4BOMB позволяла проанализировать текст загрузочного модуля и выявляла все текстовые сообщения и «подозрительные» участки кода (команды прямой записи на диск и др.). Благодаря своей простоте (фактически использовался только контекстный поиск) и эффективности CHK4BOMB получила значительную популярность. Программа BOMBSQAD.COM перехватывает операции записи и форматирования, выполняемые через BIOS. При выявлении запрещённой операции можно разрешить её выполнение.

## Первые вирусные эпидемии
Очередным этапом развития вирусов считается 1987 год. К этому моменту получили широкое распространение сравнительно дешёвые компьютеры IBM PC, что привело к резкому увеличению масштаба заражения компьютерными вирусами. Именно в 1987 вспыхнули сразу три крупные эпидемии компьютерных вирусов.

### Brain и Jerusalem
Первая эпидемия 1987 года была вызвана вирусом Brain (от англ. «мозг»), который был разработан братьями Амджатом и Базитом Алви в 1986 и был обнаружен летом 1987. По данным McAfee, вирус заразил только в США более 18 тысяч компьютеров. Программа должна была наказать местных пиратов, ворующих программное обеспечение у их фирмы. В программе значились имена, адрес и телефоны братьев. Однако неожиданно для всех The Brain вышел за границы Пакистана и заразил тысячи компьютеров по всему миру. Вирус Brain являлся также и первым стелс-вирусом — при попытке чтения заражённого сектора он «подставлял» его незаражённый оригинал.
В пятницу 13 мая 1988 сразу несколько фирм и университетов нескольких стран мира «познакомились» с вирусом Jerusalem — в этот день вирус уничтожал файлы при их запуске. Это, пожалуй, один из первых MS-DOS-вирусов, ставший причиной настоящей пандемии — сообщения о заражённых компьютерах поступали из Европы, Америки и Ближнего Востока.

### Червь Морриса
В 1988 году Робертом Моррисом-младшим был создан первый массовый сетевой червь. 60 000-байтная программа разрабатывалась с расчётом на поражение операционных систем UNIX Berkeley 4.3. Вирус изначально разрабатывался как безвредный и имел целью лишь скрытно проникнуть в вычислительные системы, связанные сетью ARPANET, и остаться там необнаруженным. Вирусная программа включала компоненты, позволяющие раскрывать пароли, имеющиеся в инфицированной системе, что, в свою очередь, позволяло программе маскироваться под задачу легальных пользователей системы, на самом деле занимаясь размножением и рассылкой копий. Вирус не остался скрытым и полностью безопасным, как задумывал автор, в силу незначительных ошибок, допущенных при разработке, которые привели к стремительному неуправляемому саморазмножению вируса.
По самым скромным оценкам инцидент с червём Морриса стоил свыше 8 миллионов часов потери доступа и свыше миллиона часов прямых потерь на восстановление работоспособности систем. Общая стоимость этих затрат оценивается в 96 миллионов долларов (в эту сумму, также, не совсем обосновано, включены затраты по доработке операционной системы). Ущерб был бы гораздо больше, если бы вирус изначально создавался с разрушительными целями.
Червь Морриса поразил свыше 6200 компьютеров. В результате вирусной атаки большинство сетей вышло из строя на срок до пяти суток. Компьютеры, выполнявшие коммутационные функции, работавшие в качестве файл-серверов или выполнявшие другие функции обеспечения работы сети, также вышли из строя.
4 мая 1990 года суд присяжных признал Морриса виновным. Он был приговорён к условному заключению сроком на три года, 400 часам общественных работ и штрафу размером 10 тыс. долларов.

### DATACRIME и AIDS
В 1989 году широкое распространение получили вирусы DATACRIME, которые начиная с 13 октября и до конца года разрушали файловую систему, а до этой даты просто размножались. Эта серия компьютерных вирусов начала распространяться в Нидерландах, США и Японии в начале 1989 года и к сентябрю поразила около 100 тысяч ПЭВМ только в Нидерландах (что составило около 10 % от их общего количества в стране). Даже фирма IBM отреагировала на эту угрозу, выпустив свой детектор VIRSCAN, позволяющий искать характерные для того или иного вируса строки (сигнатуры) в файловой системе. Набор сигнатур мог дополняться и изменяться пользователем.
В 1989 году появился первый «троянский конь» AIDS. Вирус делал недоступной всю информацию на жёстком диске и высвечивал на экране лишь одну надпись: «Пришлите чек на $189 на такой-то адрес». Автор программы был арестован в момент обналичивания чека и осуждён за вымогательство.
Также был создан первый вирус, противодействующий антивирусному программному обеспечению — The Dark Avenger. Он заражал новые файлы, пока антивирусная программа проверяла жёсткий диск компьютера.

## Глобализация проблемы вирусов
Начиная с 1990 года проблема вирусов начинает принимать глобальный размах.
В начале года вышел первый полиморфный вирус — Chameleon. Данную технологию быстро взяли на вооружение, что, в сочетании со стелс-технологией (Stealth) и бронированием (Armored), позволило новым вирусам успешно противостоять существующим антивирусным пакетам. Во второй половине 1990 года появились два стелс-вируса — Frodo и Whale. Оба вируса использовали крайне сложные стелс-алгоритмы, а 9-килобайтный Whale к тому же применял несколько уровней шифровки и антиотладочных приёмов.
В Болгарии открылась первая в мире специализированная BBS, с которой каждый желающий мог скачать свежий вирус. Начали открываться конференции Usenet по вопросам написания вирусов. В этом же году вышла «Маленькая чёрная книжка о компьютерных вирусах» Марка Людвига.
На проблему противостояния вирусам были вынуждены обратить внимание крупные компании — вышел Symantec Norton Antivirus.
Начало 1991 года отмечено массовой эпидемией полиморфного загрузочного вируса Tequila. Летом 1991 появился первый link-вирус, который сразу же вызвал эпидемию.
1992 год известен как год появления первых конструкторов вирусов для PC — VCL (для Amiga конструкторы существовали и ранее), а также готовых полиморфных модулей (MtE, DAME и TPE) и модулей шифрования. Начиная с этого момента, каждый программист мог легко добавить функции шифрования к своему вирусу. Кроме того, в конце 1992 появился первый вирус для Windows 3.1 — WinVir.
В 1993 году появилось больше вирусов, использующих необычные способы заражения файлов, проникновения в систему и т. д. Основные примеры: PMBS, работающий в защищённом режиме процессора Intel 80386; Shadowgard и Carbuncle, значительно расширившие диапазон алгоритмов компаньон-вирусов; Cruncher, использовавший принципиально новые приёмы сокрытия своего кода в заражённых файлах.
Выходят новые версии вирусных генераторов, а также появляются новые (PC-MPC и G2). Счёт известных вирусов уже идёт на тысячи. Антивирусные компании разрабатывают ряд эффективных алгоритмов для борьбы с полиморфными вирусами, однако сталкиваются с проблемой ложных срабатываний.
В начале 1994 года в Великобритании появились два крайне сложных полиморфик-вируса — SMEG.Pathogen и SMEG.Queeg. Автор вирусов помещал заражённые файлы на станции BBS, что стало причиной настоящей эпидемии и паники в средствах массовой информации. Автор вируса был арестован. В январе 1994 года появился Shifter — первый вирус, заражающий объектные модули (OBJ-файлы). Весной 1994 был обнаружено SrcVir, семейство вирусов, заражающих исходные тексты программ (C и Pascal). В июне 1994 года началась эпидемия OneHalf.
В 1995 году появляется несколько достаточно сложных вирусов (NightFall, Nostradamus, Nutcracker). Появляются первый «двуполый» вирус RMNS и BAT-вирус Winstart. Широкое распространение получили вирусы ByWay и DieHard2 — сообщения о заражённых компьютерах были получены практически со всего мира. В феврале 1995 года случился инцидент с beta-версией Windows 95, все диски которой оказались заражены DOS-вирусом Form.

## Кибероружие и кибершпионские программы
2012 год стал переломным с точки зрения развития кибервооружений: к его началу человечество подошло со знанием всего лишь двух вредоносных программ, к разработке которых, по мнению экспертов, имеют отношения правительственные структуры — Stuxnet и Duqu. Однако уже в первые месяцы 2012 года специалистам «Лаборатории Касперского» пришлось столкнуться с изучением инцидентов, связанных как минимум ещё с четырьмя видами вредоносных программ, имеющих право быть отнесенными к классу кибероружия:
- «Flame»

В мае 2012 года Лаборатория Касперского обнаружила вредоносную программу «Flame». Вирусные аналитики охарактеризовали её «самым сложным кибер-оружием из ранее созданных»: она поразила от 1000 до 5000 компьютеров по всему миру. Вредоносный код «Flame» во многом превзошёл «Stuxnet»: размером — около 20 мегабайт, количеством библиотек и дополнительных плагинов — более 20-ти, базой данных SQLite3, различными уровнями шифрования, использованием редкого для создания вирусов языка программирования LUA. Как считают вирусные аналитики Лаборатории Касперского, разработка этой вредоносной программы началась более 5 лет тому назад, и она проработала на заражённых компьютерах Ближнего Востока не менее двух лет. Детальный анализ вредоносной программы позволил исследователям установить, что её разработка началась ещё в 2008 году и активно продолжалась вплоть до момента обнаружения в мае 2012 года. Кроме того, выяснилось, что один из модулей платформы Flame был использован в 2009 году для распространения червя Stuxnet.
- «Gauss»[14]

Дальнейшие поиски привели исследователей к обнаружению ещё одной сложной вредоносной программы, созданной на платформе Flame, однако отличающейся по функционалу и ареалу. Кибершпион Gauss обладал модульной структурой и функционалом банковского троянца, предназначенного для кражи финансовой информации пользователей зараженных компьютеров. Многочисленные модули Gauss использовались для сбора содержащейся в браузере информации, включая историю посещаемых сайтов и пароли онлайн-сервисов. Жертвами вируса стали клиенты ряда ливанских банков, таких как Bank of Beirut, EBLF, BlomBank, ByblosBank, FransaBank и Credit Libanais, а также Citibank и пользователи электронной платёжной системы PayPal.
- «Red October»[15].

В январе 2013 года история с кибершпионскими программами получила громкое продолжение — эксперты «Лаборатории Касперского» сообщили об обнаружении шпионской сети «Красный октябрь», организаторы которой (имеющие предположительно русскоязычные корни) вели слежку за дипломатическими, правительственными и научными организациями в различных странах. Предполагаемые киберпреступники пытались получить конфиденциальную информацию и данные, дающие доступ к компьютерным системам, персональным мобильным устройствам и корпоративным сетям, а также занимались сбором сведений геополитического характера. Ареал деятельности данных лиц распространялся на республики бывшего СССР, страны Восточной Европы, а также некоторые государства Центральной Азии.
- «NetTraveler»[17].

В июне 2013 года «Лаборатория Касперского» объявила о раскрытии новой кибершпионской сети, получившей название NetTraveler и затронувшей более 350 компьютерных систем в 40 странах мира. Атаке подверглись государственные и частные структуры, в том числе правительственные учреждения, посольства, научно-исследовательские центры, военные организации, компании нефтегазового сектора, а также политические активисты. Россия оказалась в числе стран, испытавших на себе наиболее заметные последствия операции NetTraveler. Согласно результатам расследования, проведенного экспертами «Лаборатории Касперского», кампания шпионажа стартовала ещё в 2004 году, однако её пик пришелся на период с 2010 по 2013 гг. В сферу интересов атакующих входили: освоение космоса, нанотехнологии, энергетика, в том числе ядерная, медицина и телекоммуникации. Помимо прочего, аналитики «Лаборатории Касперского» обнаружили, что шесть жертв операции NetTraveler ранее пострадали от «Красного октября». Тем не менее, прямых связей между организаторами NetTraveler и «Красного октября» найдено не было.
- «Icefog»[19].

Другой кибершпион с ярко выраженной корейской «географией» — Icefog — был обнаружен «Лабораторией Касперского» спустя всего несколько дней после Kimsuky. Тактика набегов Icefog демонстрировала новую тенденцию: небольшие группы хакеров начинают охотиться за информацией с «хирургической» точностью. Атака продолжается от нескольких дней до недель и, получив желаемое, злоумышленники подчищают следы и уходят. Исследование показывает, что среди целей группы были подрядчики оборонной отрасли, судостроительные компании, морские грузоперевозчики, телекоммуникационные операторы, медиа-компании. Взламывая компьютеры, киберпреступники перехватывали внутренние документы и планы организации, данные учётных записей почты и пароли для доступа к внешним и внутренним ресурсам сети, а также списки контактов и содержимое баз данных. Основываясь на ряде улик, оставленных атакующими, специалисты «Лаборатории Касперского» предполагают, что члены этой группы могут находиться в одной из трех стран: Китай, Южная Корея или Япония.

## Вирусы в различных операционных системах

### Windows
В 1995 году официально вышла новая версия Windows — Windows 95. На пресс-конференции, посвящённой её выходу, Билл Гейтс заявил, что с вирусной угрозой теперь покончено. Действительно, на момент выхода Windows была весьма устойчива к имеющимся вирусам для MS-DOS. Однако уже в августе появляется первый вирус для Microsoft Word (Concept).
В 1996 году появился первый вирус для Windows 95 — Win95.Boza. В марте 1996 года на свободу вырвался Win.Tentacle, заражающий компьютеры под управлением Windows 3.1. Эта была первая эпидемия, вызванная вирусом для Windows. Июль 1996 отмечен распространением Laroux — первого вируса для Microsoft Excel. В декабре 1996 появился Win95.Punch — первый резидентный вирус для Win95. Он загружается в систему как VxD-драйвер, перехватывает обращения к файлам и заражает их.
В феврале 1997 года отмечены первые макровирусы для Office 97. Первые из них оказались всего лишь «отконвертированными» в новый формат макровирусами для Word 6/7, однако практически сразу появились вирусы, ориентированные только на документы Office97. В марте 1997 появился поражающий MS Word 6/7 макровирус ShareFun, считающийся первым mail-червём. Для своего размножения он использовал не только стандартные возможности MS Word, но также рассылку своих копии по электронной почте MS-Mail. В июне появился первый самошифрующийся вирус для Windows 95.
В апреле 1997 года появился первый сетевой червь, использующий для своего распространения File Transfer Protocol (ftp). Так же в декабре 1997 года появилась новая форма сетевых вирусов — черви mIRC.
Начало 1998 года отмечено эпидемией целого семейства вирусов Win32.HLLP.DeTroie, не только заражавших выполняемые файлы Win32, но и передающих «хозяину» информацию о заражённом компьютере.
В феврале 1998 года был обнаружен ещё один тип вируса, заражающий формулы в таблицах Excel — Excel4.Paix. В марте 1998 года появился AccessiV — первый вирус для Microsoft Access, также в марте был обнаружен Cross — первый вирус, заражающий два приложения MS Office: Access и Word. Следом за ним появились ещё несколько макровирусов, переносящих свой код из одного Office-приложения в другое.
В феврале-марте 1998 года отмечены первые инциденты с Win95.HPS и Win95.Marburg — первыми полиморфными Win32-вирусами. В мае 1998 года началась эпидемия RedTeam, который заражал EXE-файлы Windows и рассылал заражённые файлы при помощи электронной почты Eudora.
В июне началась эпидемия вируса Win95.CIH (из-за даты активации 26 апреля также известного как «Чернобыль»), ставшая самой разрушительной на тот момент. Вирус уничтожал информацию на дисках и перезаписывал Flash BIOS, что вызвало физические неисправности у сотен тысяч компьютеров по всему миру.
В августе 1998 появилась широко известная утилита Back Orifice (Backdoor.BO), применяемая для скрытого администрирования удалённых компьютеров и сетей. Следом за BackOrifice были написаны несколько других аналогичных программ: NetBus, Phase и прочие.
Также в августе был отмечен первый вирус, заражающий выполняемые модули Java — Java.StrangeBrew. Этот вирус не представлял какой-либо опасности для пользователей Интернет, поскольку на удалённом компьютере невозможно использовать необходимые для его размножения функции. Вслед за ним в ноябре 1998 членом VX-Группы Codebreakers с псевдонимом Lord Natas был написан VBScript.Rabbit. Интернет-экспансия скриптовых вирусов продолжилась тремя вирусами, заражающими скрипты VBScript (VBS-файлы), которые активно применяются при написании Web-страниц. Как логическое следствие VBScript-вирусов стало появление полноценного HTML-вируса (HTML.Internal) который использовал возможности VBS-скриптинга из HTML.
1999 год прошёл под знаком гибридного вируса Melissa, побившего все существовавшие на тот момент рекорды по скорости распространения. Melissa сочетал в себе возможности макровируса и сетевого червя, используя для размножения адресную книгу Outlook.
Правоохранительные органы США нашли и арестовали автора Melissa Дэвида Л. Смита, 31-летнего программиста из Нью-Джерси. Вскоре после ареста Смит начал плодотворное сотрудничество с ФБР и, учтя это, федеральный суд приговорил его к необычно мягкому наказанию: 20 месяцам тюремного заключения и штрафу в размере 5 000 долларов США.
В апреле был найден и автор вируса CIH (он же «Чернобыль») — студента Тайваньского технологического института Чень Инхао (陳盈豪, CIH — его инициалы). Однако, из-за отсутствия жалоб на действия вируса со стороны местных компаний у полиции не было оснований для его ареста.
Также в 1999 году был отмечен первый macro-вирус для CorelDRAW — Gala. В начале лета 1999 грянула эпидемия Интернет-червя ZippedFiles. Этот червь — первый упакованный вирус, получивший широкое распространение в «диком» виде.
В 2003 году произошла крупная эпидемия компьютерного вируса W32.Blaster.Worm, поразившая миллионы ПК по всему миру; десятки тысяч компаний понесли огромные убытки. В тексте вируса содержится обращение к главе компании Microsoft Биллу Гейтсу с призывом «прекратить делать деньги и исправить программное обеспечение». Червь приводит к нестабильной работе службы RPC, в результате чего появляется сообщение об ошибке:
```
Служба удаленного вызова процедур (RPC) неожиданно прервана.
Система завершает работу. Сохраните данные и выйдите из системы.
Все несохраненные изменения будут потеряны.
Отключение системы вызвано NT AUTHORITY\SYSTEM
```

После данного сообщения компьютер начинал перезагружаться через произвольные интервалы времени.
2004 год отмечен эпидемией Worm.Win32.Sasser — червя, аналогичного LoveSan.
2003—2012 эпидемия вируса Win32.Sality (авторское название КуКу). Этот полиморфный вирус состоит из нескольких частей, использует систему шифрования и маскировки. Он изменяет содержимое исполняемых файлов, делая невозможным их полное восстановление. В связи со сложным поведением и средствами маскировки, лечение данного вируса представляет собой невыполнимую задачу для обычного пользователя. Зараженный компьютер становится частью сети Sality, являющейся одной из самых крупных ботнетов в мире.

### OS/2
В июне 1996 года появился OS2.AEP — первый вирус для OS/2, корректно заражающий EXE-файлы этой операционной системы. До этого в OS/2 встречались только компаньон-вирусы.

### Unix-подобные
Вероятно, первые вирусы для семейства ОС Unix были написаны Фредом Коэном в ходе проведения экспериментов. В конце 1980-х появились первые публикации с исходными текстами вирусов на языке sh.
Первый вирус для Linux (Bliss) появился в конце сентября 1996 года. Заражённый файл был помещён в ньюс-группу alt.comp.virus и ещё некоторые, в феврале следующего года вышла исправленная версия. В октябре 1996 года в электронном журнале, посвящённом вирусам VLAD, был опубликован исходный текст вируса Staog. В 1995 году была опубликована книга Марка Людвига «The Giant Black Book of Computer Viruses», в которой приведены исходные тексты вирусов Snoopy для FreeBSD. Snoopy и Bliss написаны на языке Си и могут быть перенесены практически в любую UNIX-подобную операционную систему с минимальными изменениями.
Операционная система GNU/Linux, как и UNIX и другие Unix-подобные операционные системы, вообще расцениваются как защищённые против компьютерных вирусов. Однако, вирусы могут потенциально повредить незащищённые системы на Linux и воздействовать на них, и даже, возможно, распространяться к другим системам. Число вредоносных программ, включая вирусы, трояны, и прочие вредоносные программы, написанных конкретно под Linux, более чем удвоилось в течение 2005 года с 422 до 863. Имелись редкие случаи обнаружения вредоносных программ в официальных сетевых репозиториях.

### MenuetOS
Первый вирус для MenuetOS был написан в 2004 году членом группы вирмейкеров RRLF, известным как Second Part To Hell.

### AROS
Первые вирусы для AROS написаны в 2007 участником группы Doomriderz, известным, как Wargamer.

### Mac
По сообщению «Reuters», 6 марта 2016 года впервые произошло заражение пользователей вирусом-вымогателем «KeRanger», который устанавливался на компьютеры произведённые компанией Apple. После того, как пользователь ставил на свой компьютер заражённый дистрибутив BitTorrent-клиента Transmission, вирус требовал заплатить за расшифровку выкуп. Заражённая программа подписана цифровым сертификатом, что усложнило её обнаружение. Выкуп за расшифровку вымогатели просили заплатить в цифровой валюте — 1 биткойн.